# Kadri Ecvet Tezcan
Kadri Ecvet Tezcan (* 1949 in Istanbul) ist ein türkischer Diplomat.

## Leben und Karriere
Tezcan begann 1973 im diplomatischen Dienst der Türkei zu arbeiten und hatte seinen ersten Auslandseinsatz ab 1976 in Warschau. Anschließend war er auf verschiedenen Posten in der Türkei eingesetzt. Weitere Stationen seiner Karriere waren die Tätigkeit als Generalkonsul der Türkei in Hamburg und Ungarn. Zwischen 1998 und 2001 war Tezcan als Botschafter in der Botschaft Baku und vom 1. Februar 2005 bis zum 15. März 2008 in der Botschaft Warschau tätig. Von November 2009 bis November 2011 stand er der Botschaft Wien vor. Seit Anfang 2012 ist er Ständiger Vertreter bei der OECD in Paris.
In seiner bisherigen Laufbahn hatte er eher zu Toleranz aufgerufen. In einem Interview mit der österreichischen Zeitung Die Presse am 9. November 2010 äußerte er sich in einer ungewohnt scharfen und für einen Diplomaten völlig unüblichen Weise gegen die österreichische Ausländerpolitik. Diese Äußerungen wurden in Österreich als diplomatischer Eklat wahrgenommen.
So riet er der Innenministerin Maria Fekter, welche in den Wochen zuvor für ihre Ausweisungspolitik landesweit kritisiert wurde, sie „sollte aufhören, in den Integrationsprozess zu intervenieren“. Ebenfalls wird seine Äußerung zitiert: „Wenn ich der Generalsekretär der UNO, der OSZE oder der OPEC wäre, würde ich nicht hier bleiben. Wenn ihr keine Ausländer wollt, dann jagt sie doch fort. Es gibt viele Länder auf der Welt, in denen Ausländer willkommen sind. Ihr müsst lernen, mit anderen zusammenzuleben.“ Diese Äußerungen trafen in der Politik Österreichs auf scharfe Kritik, Tezcan wurde ins Außenministerium einbestellt. Alexander Van der Bellen, außenpolitischer Sprecher der Grünen, verteidigte Tezcan, da er „den Finger auf viele wunde Punkte im Umgang mit türkischen bzw. türkischstämmigen Menschen“ gelegt habe.